# 費耶特維爾鎮區 (伊利諾伊州聖克萊爾縣)
費耶特維爾鎮區（英語：Fayetteville Township）是位於美國伊利諾伊州聖克萊爾縣的一個行政鎮區。

## 地方資料
根據2010年美國人口普查的數據，費耶特維爾鎮區的面積為113.60平方千米，當中陸地面積為111.30平方千米，而水域面積為2.30平方千米。當地共有人口1596人，而人口密度為每平方千米14.05人。